# Бульвар Пантелеймона Куліша (Тернопіль)
Бульва́р Пантелеймо́на Куліша́ — один із 6 бульварів міста Тернополя, розташований у мікрорайоні Аляска.
Бульвар починається від перетину вулиць Володимира Великого та Василя Симоненка. На початку бульвару розташований ринок — «ТОВ Тернопільський міський ринок ЛТД».

## Історія
Закладений у часи СССР при побудові мікрорайону «Аляска». Спочатку мав назву Молодіжний.
У 2015 році відбулася реконструкція бульвару, відкрито новий фонтан.

## Храми
Вкінці бульвару розташована православна церква Преображення Господнього.

## Навчальні заклади
На вулиці розташовані два навчальні заклади:
- Загальноосвітня школа № 26;
- Загальноосвітня школа № 27.